# Ярошенко Володимир Мусійович
Володи́мир Мусі́йович Яроше́нко (псевдонім Воляр; 11 (23) травня 1898, село Івахники Лохвицького повіту Полтавської губернії, нині — село Яхники Лохвицького району Полтавської области — 13 липня 1937, Київ) — український поет, байкар, прозаїк, драматург, літературний критик, кіносценарист доби Розстріляного відродження. Жертва сталінського терору.

## Життєпис
Народився на Полтавщині в сім'ї народного вчителя. По закінченні реальної школи в Лохвиці навчався в Київському комерційному інституті (до 1917 року).
У 1919—1920 роках — член УКП(б). Працював в українській секції Всеукраїнського видавництва (1919). З кінця 1919 до середини 1922 року жив у Білій Церкві, був членом повітревкому, працював у місцевому відділі районної освіти. У 1922—1923 роках учителював у селі Трушки Білоцерківської округи, викладав математику. Впродовж 1923—1924 років завідував відділом «Голос села» в газеті «Більшовик», у 1924—1925 роках — відповідальний секретар редакції журналу «Глобус», завідував київським будинком літераторів. Пізніше був редактором і завідувачем сценарного відділу Київської кінофабрики ВУФКУ.

### Загибель
У лютому–травні 1933 року перебував під арештом за підозрою в належності до української націоналістичної контрреволюційної організації. У листопаді 1936 року Ярошенка заарештовано вдруге, обвинувачено в належності до української націоналістичної терористичної організації і в липні 1937 року засуджено до найвищої міри покарання. Розстріляний.

## Творчість
Друкувався з 1915 року. Починав писати російською мовою, 1917 року в Лохвиці вийшла його перша поетична збірка «Стихи».
Протягом 1918—1919 років перебував у вирі літературно-мистецького життя Києва. Разом із Василем Елланом-Блакитним, Володимиром Коряком, Михайлем Семенком брав участь у виданнях боротьбистів — журналі «Мистецтво» (1919—1920), альманахах «Веснянки» (1919), «Зшитки боротьби» (1919). Належав до літературно-мистецького угруповання символістського спрямування «Музаґет» (1919). У цей період вийшли збірки віршів Ярошенка «Світотінь» (1918) та «Луни» (1919). Його ранні поезії позначені виразним упливом символізму. Більшість його творів — це спроби філософськи осмислити людське буття, де головні мотиви — проблема відчуження людської особистості, пошуки надреальної істини крізь призму христологічних і природних символів.
Пізніше Ярошенко зблизився з футуристами, був учасником Асоціації панфутуристів — Аспанфут (1921—1924) та Асоціації комуністичної культури (АсКК) — Комункульт (1924—1925).
Протягом 1923—1925 років Ярошенко активно друкувався в періодиці (журнали «Життя й революція», «Червоний шлях»): вірші, прозу, критичні статті, рецензії. Видав збірки байок «Що й до чого» (1924; перевидана 1926 року під назвою «Байки»), «Через решето» (1924). Виступав і як драматург з агітками «В єднанні сила» і «Кооперативна мобілізація» (1924), «Божа кооперація», «Добре роби — добре й буде» (обидві — 1925). Його комедія «Шпана» поставлена 1926 року в «Березолі» Лесем Курбасом.
Автор соціально-гумористичних поем «Екало», «Царинник Мина з України», «серйозних» поем «Сількор Чамата» й «Гарасько», пародій, у яких поетизував радянський побут, колективізацію, подав образи зразкових радянських кооператора, сількора, жінки-активістки.
У 1924—1925 роках працював над книгою «Вилами по…», п'єсою «Донкіхоти», виготував нову збірку віршів «Серце», але жоден із цих творів не був опублікований. Після тимчасового перебування у МАРСі (1926) залишався осторонь літературно-мистецьких угруповань. Тимчасом вийшли друком збірка оповідань «„Кримінальна хроніка“ та інші оповідання» (1927), повість «Гробовище» (1928), віршована казка «Мацапура» (1929). Ярошенко також автор кіносценаріїв «Хліб», «Земля»,[джерело?] «В заметах», «Слово о полку Ігоревім» (спільно з Дмитром Загулом). Переклав поему Миколи Некрасова «Кому на Русі жити добре».

## Видання

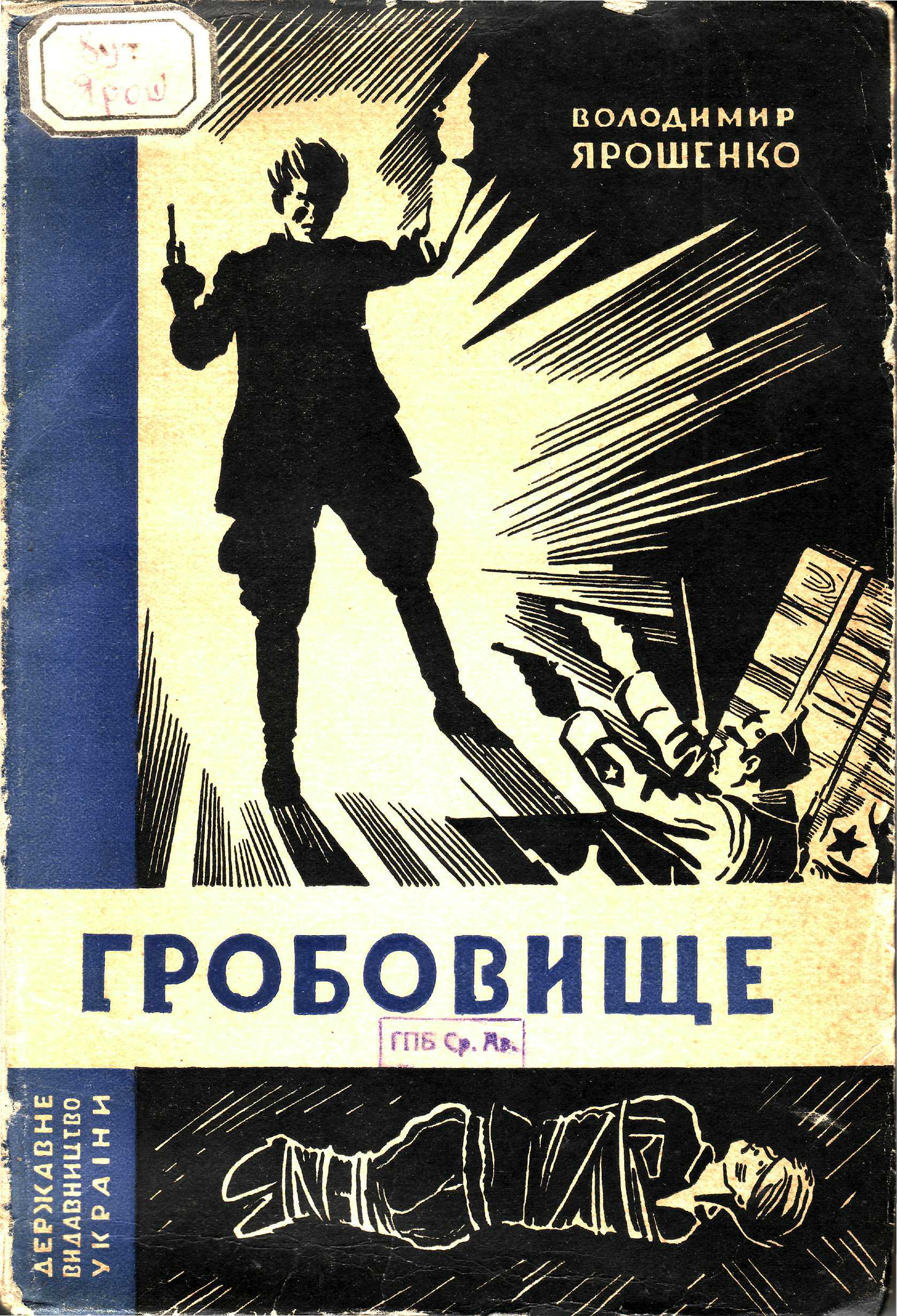
Обкладинка повісті Володимира Ярошенка «Гробовище»

- Обкладинка повісті Володимира Ярошенка «Гробовище»Стихи. — Лохвиця, 1917.
- Світотінь. — Київ, 1918.
- Луни. — Київ, 1919.
- Що й до чого [Архівовано 10 листопада 2017 у Wayback Machine.]. — Харків, 1924; 2-ге вид.: Байки. — Київ, 1926
- Через решето [Архівовано 10 листопада 2017 у Wayback Machine.]. — Харків, 1924.
- В єднанні сила. — Київ, 1924.
- Кооперативна мобілізація. — Київ, 1924.
- Божа кооперація. — Київ, 1925.
- Добре роби — добре й буде. — Київ, 1925.
- Мацапура. — Київ, 1929.
- «Кримінальна хроніка» та інші оповідання. — Київ, 1927.
- Гробовище. — Харків, 1928.
- Степ: Поезії. — Київ, 1968.
- Ярошенко В. Байки / Володимир Ярошенко. — 2-ге вид. — Київ: Сяйво, 1926. — 62 с. [Архівовано 12 жовтня 2018 у Wayback Machine.]